# Roques del Pany
Les Roques del Pany és una muntanya de 572 metres que es troba entre els municipis de Pontons i de Torrelles de Foix, a la comarca de l'Alt Penedès.